# 春山一夫
春山 一夫（はるやま かずお、1912年（明治45年） - 1995年（平成7年））は昭和期の歌手である。

## 経歴
東京都出身。東京音楽学校卒業。
1932年（昭和7年）デビュー。キングレコードなどで昭和初期に活躍。次の歌などを歌唱した。
- 仮染の唇　（1932.5）　日東レコード
作詞：松村又一／作曲：江口夜詩 [1]

- アバロンの街　（1932.6）　キングレコード
作詞：綿貫誉／編曲：綿貫誉 [2]

- 望む彼方　（1932.9）　キングレコード
作詞：佐々木緑亭／作曲：江口夜詩 [3]

- 別れの花束　（1932.12）　キングレコード
作詞：時雨音羽／作曲：江口夜詩
トービス・ユニヴァーサル社のドイツ映画「偽国旗の下に」主題歌 [4][5]

- 春が来る来る　（1933.1）　キングレコード
作詞：時雨音羽／作曲：堀内敬三
新興キネマ「栄えゆく道」主題歌 [6][7]

- 海の小夜曲（セレナーデ）　（1933.3）　キングレコード
作詞：時雨音羽／作曲：竹岡信幸／編曲：大村能章 [8]

- 三原は晴れて　（1933.5）　キングレコード
作詞：浜野耕一／作曲：竹岡信幸
宝塚キネマ「三原は晴れて」主題歌 [9][8]